# Krajowa wystawa rolnicza i przemysłowa we Lwowie w 1877 roku
Krajowa wystawa rolnicza i przemysłowa we Lwowie w 1877 roku – wystawa krajowa zorganizowana w dniach od 6 września do 7 października 1877 roku na terenie dawnego Ogrodu Jabłonowskich we Lwowie. 

## Historia

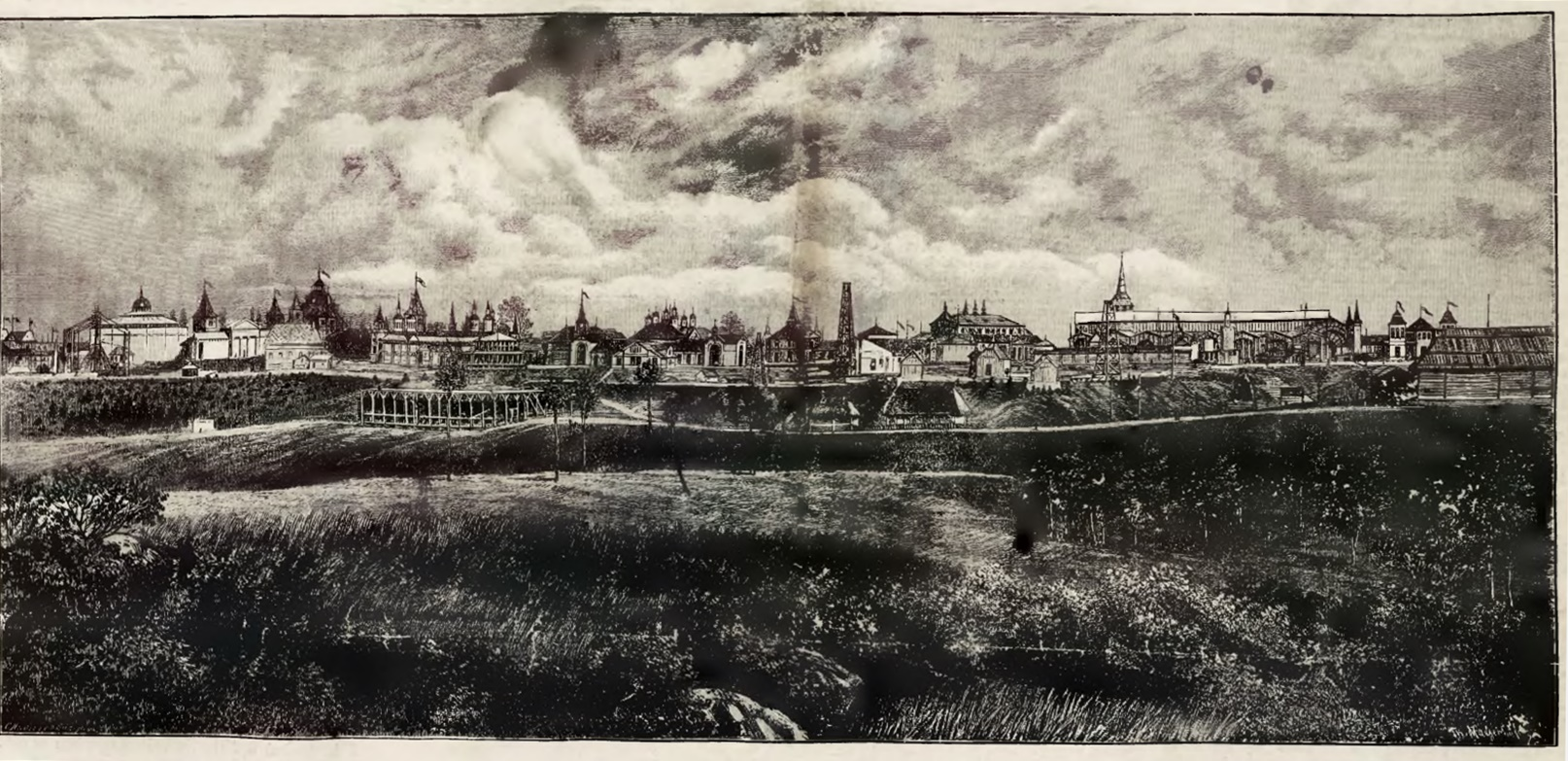
Widok ogólny na teren Wystawy

Pierwsza wystawa rolnicza została zorganizowana przez Galicyjskie Towarzystwo Gospodarskie w 1850 roku we Lwowie. Trwała 4 dni.  W kolejnych latach (oprócz okresu powstania styczniowego czyli lat 1863–1866) w każdym roku odbywały się we Lwowie lub mniejszych miastach wystawy, podczas których prezentowano: owoce, zboża, ziemiopłody, zwierzęta domowe, narzędzia rolnicze, nasiona, chmiel, bydło rozpłodowe i konie robocze. Za najbardziej udane uważa się wystawy zorganizowane w roku 1853 i 1854 w Tarnowie, na których pokazano nie tylko bydło i żywy inwentarz, ale również pierwsze produkowane w Galicji narzędzia i maszyny. Inicjatorem obu wystaw był Władysław Sanguszko.
W 1873 roku po raz pierwszy w monarchii Austro-Węgierskiej została zorganizowana wystawa powszechna w Wiedniu. Prawdopodobnie miała ona wpływ na decyzję organizacji wystawy krajowej w Galicji.
Decyzję o urządzeniu wystawy krajowej, nie później niż w 1877 roku, podjęło Galicyjskie Towarzystwo Gospodarskie podczas posiedzenia w lutym 1875 roku. Powołano wtedy 4-osobowy komitet, którego zadaniem było zachęcenie innych organizacji krajowych do poparcia pomysłu i wyznaczenia delegatów do Komitetu Wystawy. Ten został powołany w kwietniu 1876 roku, a na jego czele stanął Włodzimierz Dzieduszycki. Zaplanowano, że wystawa będzie czynna w dniach od 6 września do 4 października 1877 roku. Ostatecznie na początku października 1877 roku podjęto decyzję o jej przedłużeniu do 7 października 1877 roku.
Uroczyste otwarcie w dniu 6 września poprzedziła msza w katedrze łacińskiej. Na otwarcie, które zorganizowano w sieni dawnego pałacu Jabłonowskich, przybyli: przedstawiciel władz krajowych, radni Lwowa, duchowieństwo, wojskowi, wystawcy i mieszkańcy Lwowa. Jako pierwszy przemówił prezes Dzieduszycki, który, pomimo choroby, na wózku przebył na uroczystość. Po nim przemawiał Aleksander Jasiński pełniący funkcję prezydenta Lwowa.
W wystawie wzięło udział 1300 wystawców, a wsparcia finansowego na jej organizację udzielili: rząd, rady gminne i powiatowe oraz Sejm Krajowy. Ten nie tylko wsparł organizację, ale również przekazał fundusze na naukowe opracowanie jej wyników.
Już w pierwszą niedzielę po otwarciu wystawy okazało się, że wystawę odwiedziło 23 tysiące zwiedzających. Do 6 października liczba ta wzrosła do 134 987 osób, a dochód wyniósł ponad 27 tysięcy złotych.
Na uroczystość zamknięcia wystawy, w niedzielę 7 października, przybyło wielu znamienitych gości. Między innymi: marszałek krajowy Wodzicki z urzędnikami z Wydziału Krajowego, z Namiestnictwa prezydent Bartmański, przedstawiciele generalicji, prezydent Lwowa i urzędnicy magistratu, Rada Szkolna Krajowa, Komitet Wystawy i zaproszeni goście. Prezes Dzieduszycki zaprezentował nagrodzonych i wygłosił przemówienie. Po nim odegrano hymn Austro-Węgier i wniesiono okrzyki na cześć cesarza. Następnie zabrał głos Józef Badeni, który niewielki udział w wystawie Krakowa tłumaczył „znacznym oddaleniem od miejsca wystawy”, a nie złą wolą. Marszałek krajowy Wodzicki podkreślił zasługi Komitetu Wystawy i jego prezesa, którzy pomimo przeciwności zorganizowali ją tak, że „przeszła ona wszelkie oczekiwanie”. Prezydent Lwowa Jasiński zachęcił do kupowania wyrobów krajowych zamiast wydawania pieniędzy za granicą.
Tego samego dnia po godzinie 18 na Zielonej zgromadził się kilkutysięczny tłum, który przy dźwiękach muzyki przeszedł z pochodniami pod pałac Dzieduszyckich na placu Franciszkańskim. W ten sposób chciano wyrazić uznanie i podziękować prezesowi Dzieduszyckiemu. Słowa podziękowania przekazała mu delegacja, a zebrani wznosili na jego cześć okrzyki, gdy pojawił się na balkonie.

## Komitet Wystawy
W skład Komitetu Wystawy weszli przedstawiciele: Wydziału Krajowego, Krajowej Rady Szkolnej, Towarzystw Rolniczych we Lwowie i Krakowie, Towarzystwa Chowu Koni, Izb Handlowych i Przemysłowych we Lwowie, Krakowie i Brodach, Rad Miasta Krakowa i Lwowa, Muzeum Przemysłowego we Lwowie i Krakowie i Towarzystwa Przemysłowego we Lwowie. Komitet miał siedzibę i urzędował we Lwowie (w budynku Zakładu Ossolineum), a w Krakowie powstała jego filia. Pod koniec sierpnia 1877 roku biuro lwowskie przeniesiono do pałacu Dzieduszyckiego na ulicy Zielonej. 
Na czele komitetu jako prezes stanął Włodzimierz Dzieduszycki, wiceprezesami zostali Adam Sapieha i Józef Badeni. Dyrektorem wystawy został wiceprezes Galicyjskiego Towarzystwa Gospodarskiego Bolesław Augustynowicz, jego zastępcą wiceprezes Muzeum Przemysłowego we Lwowie Ludwik Wierzbicki, a sekretarzem dyrektor Szkoły Gospodarstwa Wiejskiego w Dublanach Zygmunt Strusiewicz.
Członkowie komitetu: posłowie: Dawid Abrahamowicz, Leon Chrzanowski, Bernard Goldman, Otto Hausner, Aleksander Jasiński, Artur Potocki, Mikołaj Zyblikiewicz, dziennikarze: Jan Dobrzański, Władysław Łoziński, Liberat Zajączkowski, przedstawiciele Wydziału Krajowego: Bronisław Drwęski (urzędnik), Walerian Podlewski, Józef Kleczyński (koncypista), przedstawiciele Namiestnictwa: Kazimierz Laskowski, radni lwowscy: Karol Pietsch, Teodor Kulczycki, Zygmunt Mozer, Bronisław Radziszewski, Antoni Schiffner, Julian Zachariewicz, Wincenty Żaak, naukowcy: Teofil Ciesielski, Józef Jaegermann, właściciele ziemscy: Karol Hubicki, Karol Langie, Kazimierz Obertyński, Stanisław Piniński, Paweł Popiel, Roman Potocki, Jakub Romaszkan, Maciej Zenon Serwatowski, przedstawiciele Dyrekcji Lasów: Gustaw Lettner (krajowy inspektor), Juliusz Siegler d'Eberswald (naczelnik), przedstawiciele kolei lwowsko-czernowiecko-jasskiej: Karol Oesterreicher (dyrektor ruchu), Henryk Gintl (inspektor), przedstawiciele Izby Handlowej i Przemysłowej: Teodor Baranowski (Kraków), Maksymilian Bodyński (Lwów), Juliusz August John (Kraków), August Schllenberg (Lwów), inni: Edward Simon (dyrektor Banku Kredytowego we Lwowie), Eduard Sochor von Friedrichstahl (dyrektor generalny Dyrekcji Generalnej Kolei Galicyjskiej Karola Ludwika w Wiedniu), prezes Krajowej Komisji Chowu Koni Juliusz Dzieduszycki (1817-1885), Juliusz Hochberger (dyrektor lwowskiego urzędu budownictwa), Henryk Strzelecki ( dyrektor krajowej szkoły leśnej we Lwowie), Ernest Till (adiunkt Prokuratorii skarbu), Wiktor Wolski (prezes towarzystwa przemysłowego we Lwowie), Filip Zaleski (radca ministerialny), Władysław Zontak (dyrektor Muzeum im. Dzieduszyckiego).

## Lokalizacja
Wystawa została zorganizowana w dawnym ogrodzie Jabłonowskich. W XVII wieku Stanisław Jabłonowski zbudował tu pałac, stajnie i ogród. W 1832 roku obiekt przeszedł on na własność rządu i pałac został przekształcony w koszary. Wyburzono stajnie i oficyny, wykarczowano drzewa tworząc w miejscu ogrodu plac ćwiczeń, a dla żołnierzy postawiono baraki.
Pałac mieścił się przy ulicy Jabłonowskich (obecnie Szota Rustweliego) z wejściem od strony ulicy Zielonej, w okolicy obecnego placu Petruszewycza. Został całkowicie zniszczony podczas II wojny światowej.
Tutaj w 1792 roku po raz pierwszy we Lwowie został przez Chrystofa Moranovicha wypuszczony balon, a w latach 1795—1799 letni teatr urządził Wojciech Bogusławski. Pałac służył też jako więzienie podczas powstania styczniowego.

## Wystawa
Zgodnie z planem wystawę podzielono na 4 działy, a w ich obrębie na grupy. Były to:
- krajowe płody rolnicze i wyroby przemysłu rolniczego większych gospodarstw
- krajowe płody rolnicze i wyroby gospodarstw włościańskich
- krajowe wyroby przemysłowe i rękodzielnicze
- płody rolnicze i maszyny rolnicze zagranicznych producentów

Wystawca miał obowiązek zgłosić udział do 28 lutego 1877 roku, pokryć koszty przewozu, wypakowania i ustawienia, opłacić miejsce na wystawie według ustalonej taryfy. Mógł sprzedać wystawione wyroby (pierwszeństwo zakupu miał Komitet Wystawy) pod warunkiem pozostawienia ich na wystawie do jej końca. Zagraniczni wystawcy mogli otrzymać tylko nagrody honorowe.
Wystawę koni zorganizowano w dniach 10–16 września, bydła rogatego 19–25 września, owiec, trzody chlewnej, królików oraz ogrodnictwa i sadownictwa 28 września–4 października.
Na wprost wejścia głównego w dawnym pałacu ozdobionym flagami i herbem Lwowa umieszczono wystawę przemysłową. W lewym skrzydle pokazano tam przemysł górniczy reprezentowany przez Dyrekcję Salin, która nadesłała sól kamienną z Wieliczki i topki warzonki z Bolechowa. pokazano tez różne okazy soli oraz model warzelni. Z okolic Krakowa zaprezentowano węgiel z kopalni w Jaworznie i wyroby przedsiębiorstwa górniczo–hutniczego z Niedzielsk. Obok zaprezentowano wyroby chemiczne, wina sztuczne, wyroby spirytusowe, farmaceutyczne i cukiernicze. Dalej tkaniny, odzież, obuwie, futra, garbarstwo, wyroby z żelaza, piece kaflowe itd. Sporo miejsca zajmowały „produkty pracy kobiecej” czyli hafty, koronki, sztuczne kwiaty, makaty itp.
W momencie otwarcia wystawy hol pałacu był pusty ponieważ zaplanowano w nim uroczystość otwarcia.
W prawym skrzydle umieszczono wyroby z drewna (fortepian z fabryki Woronieckiego z Jasła, stół fornirowany Kruka, kredensy, wózki dla dzieci i krzesła Kellera, meble gięte Kohna itp.). Dalej umieszczono dział szkolny i wystawę księgarską, wystawę sekcji budowlano-inżynieryjnej i mechanicznej, obok (w narożnej części skrzydła pałacu) wystawę wyrobów przemysłu domowego przygotował Władysław Dzieduszycki.
Do budynku tego przylegał mniejszy dwuskrzydłowy w którym znalazły się wyroby przemysłu rolniczego i pawilon Arcyksięcia Albrechta. W dwóch skrzydłach budynku wejściowego z kasami znalazły się biura Wystawy, poczta, straż ogniowa, redakcja czasopisma Wystawa Krajowa Rolnicza i Przemysłowa: organ komitetu wystawy. Po jego lewej stronie pawilon i stajnie zbudował Alfred Potocki, a po prawej ks. Sapieha. Obok niego pawilon wystawiły krakowska Komisja Balneologiczna i miasto Drohobycz.

### Pawilon Balneologiczny
Pawilon został podzielony na trzy części. Środkową zajęły eksponaty z Iwonicza nadesłane dzięki staraniom lekarza zdrojowego Lutostańskiego i właściciela hr. Załuskiego. Były to między innymi: plany budynków, łazienek, model zbiornika wody, wanna używana w łazienkach. Oprócz wód zdrojowych z: Iwonicza, Żegiestowa, Lubnia, Krynicy, Truskawca, Rabki i Ciechocinka zaprezentowano tablice statystyczne, fotografie domów i okolicy. Z Ciechocinka nadesłano sól warzoną, ługi i solanki, a z Truskawca szlam słony i siarczany.

### Pawilon Arcyksięcia Albrechta
Do dawnego pałacu przylegał mniejszy pawilon, w którym umieszczono wyroby przemysłu rolnego. W znajdującej się pośrodku rotundzie pawilon urządził arcyksiążę Albrecht z Żywca. Na środku pawilonu wystawiono estradę, na której umieszczono różne wyroby hut żelaznych. Znalazł się tam piec, świeczniki, stół, kosze do kwiatów itp. Prawie wszystkie te wyroby już w pierwszych dniach wystawy zostały sprzedane. Wokół estrady ustawiono części maszyn, drzwiczki do pieców, galeryjki do balkonów itd. Nie mogło zabraknąć piwa z browarów książęcych. Pod ścianami ustawiono inne wyroby przemysłu rolnego z dóbr żywieckich (wyroby z drewna, nasion, desek, kory itp.). Na ścianach powieszono plany leśniczówki, mieszkań dla robotników, obór, gorzelni, fabryki likieru itd. Pokazano również produkcję nawozów sztucznych, kopaliny (glinę, gips, rudy żelaza, wapień itp.) oraz płody rolne, wyroby młynarskie i mleczarskie.

### Pawilon Drohobycza
Pawilon zaprojektował inżynier Berski. Pośrodku zaprezentowała swoje wyroby „Pierwsza krajowa fabryka parowa kołeczków amerykańskich braci Adama i Sylwestra Berskich w Drohobyczu”. Oprócz tego swoje wyroby pokazali miejscowi rzemieślnicy, ogrodnicy i sadownicy. W uznaniu komitet Wystawy przyznał miastu dyplom honorowy.

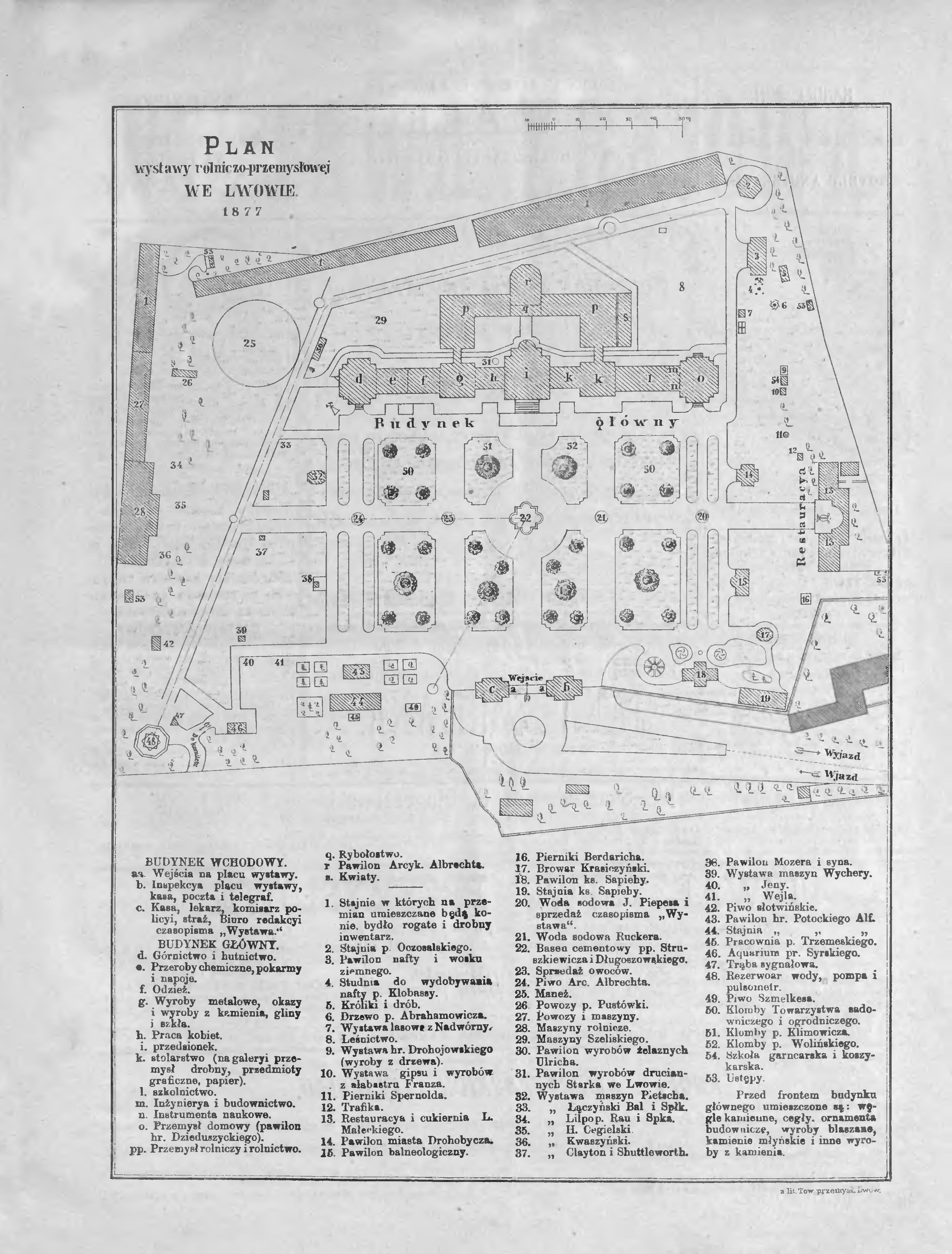
Plan wystawy
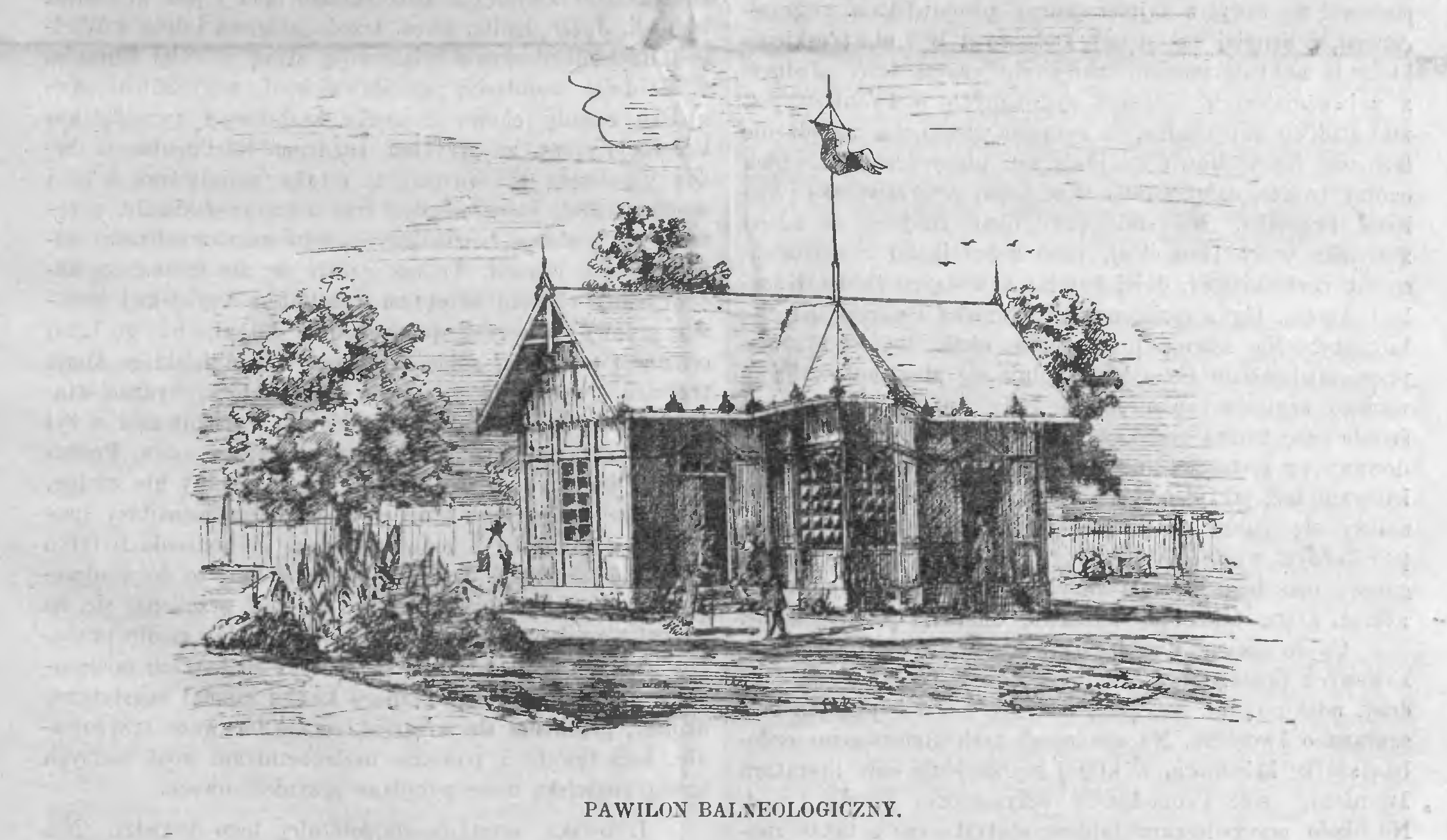
Pawilon Balneologiczny
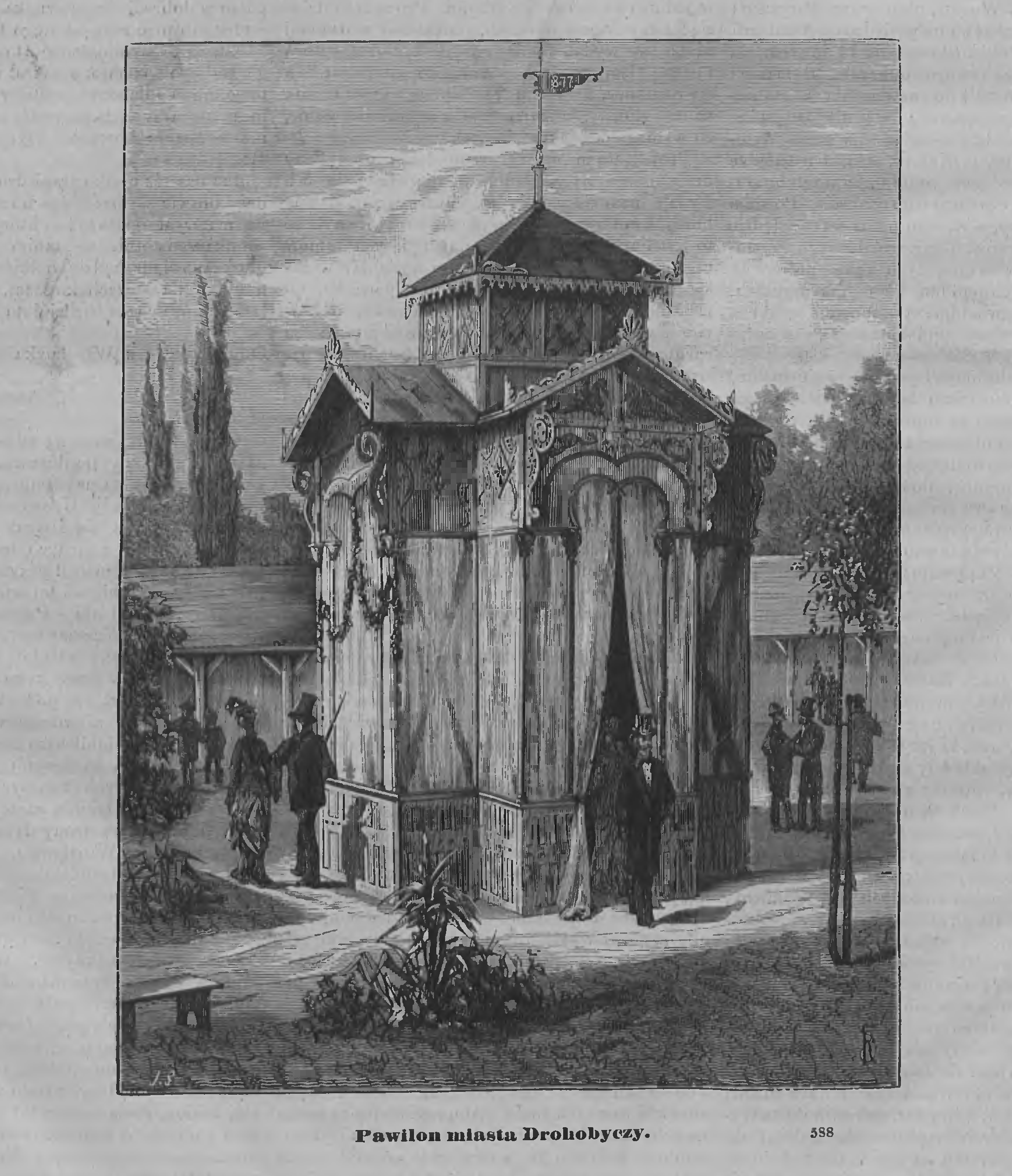
Pawilon Drohobycza
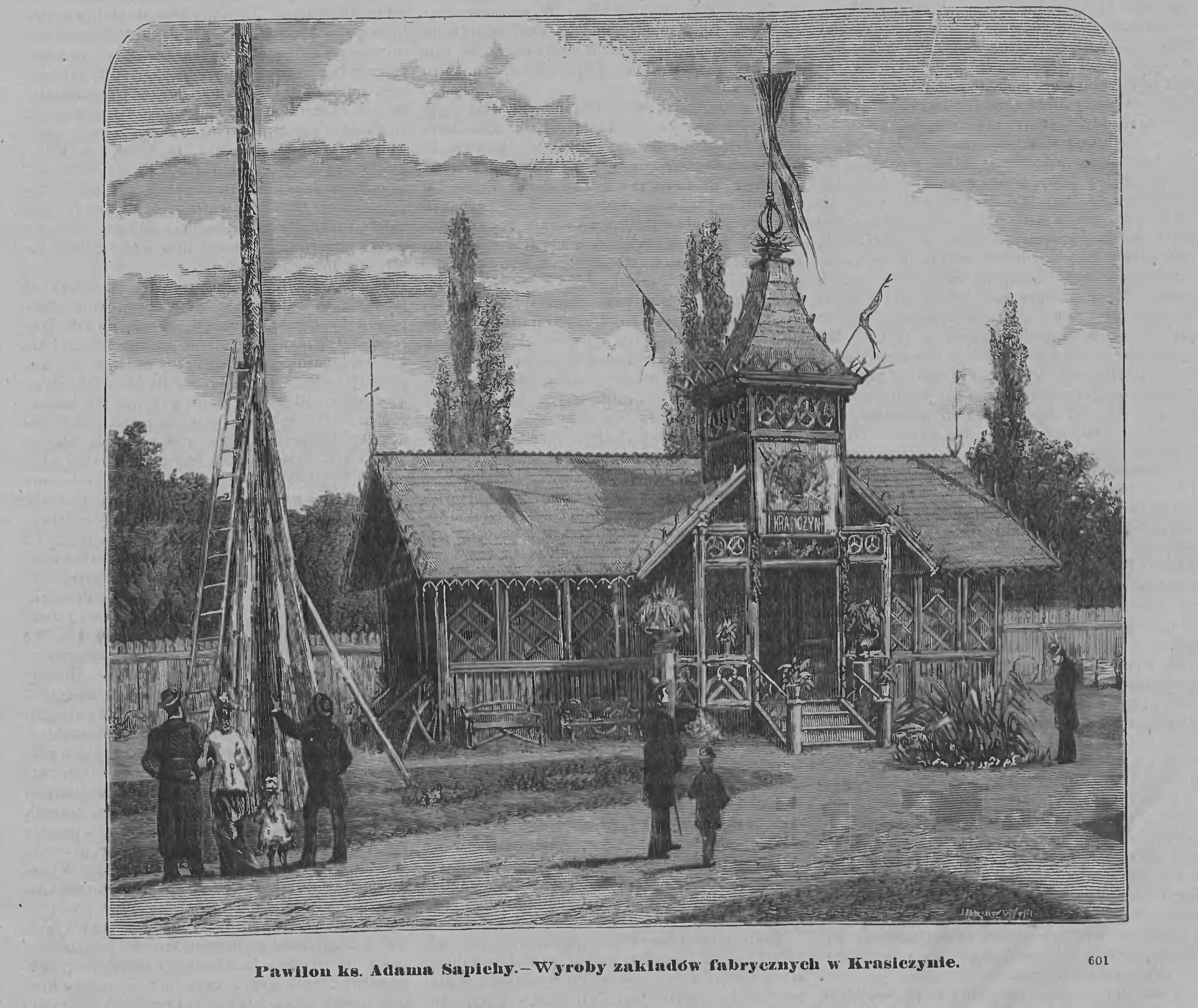
Pawilon Adama Sapiehy
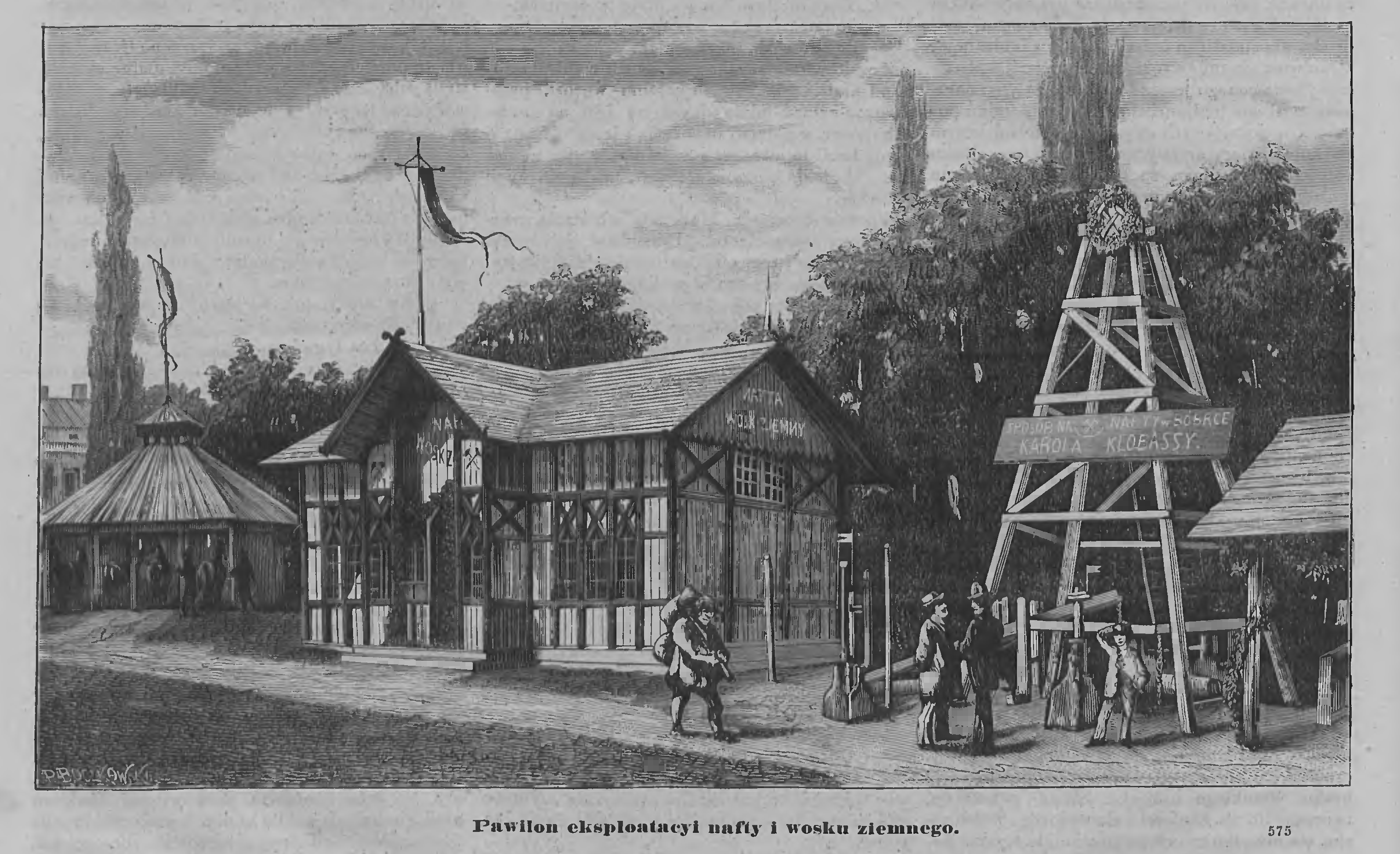
Pawilon eksploatacji nafty
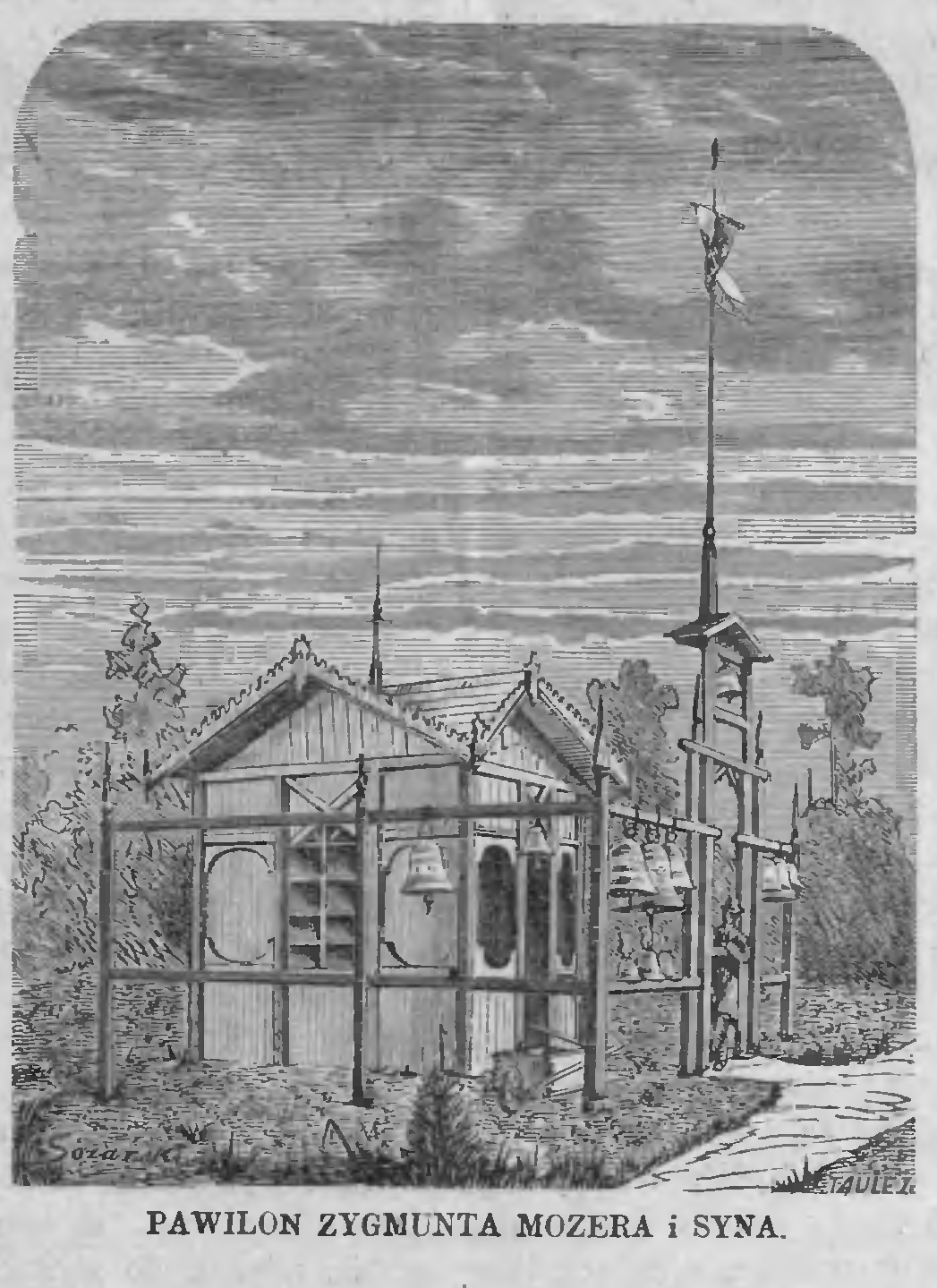
Pawilon Zygmunta Mozera
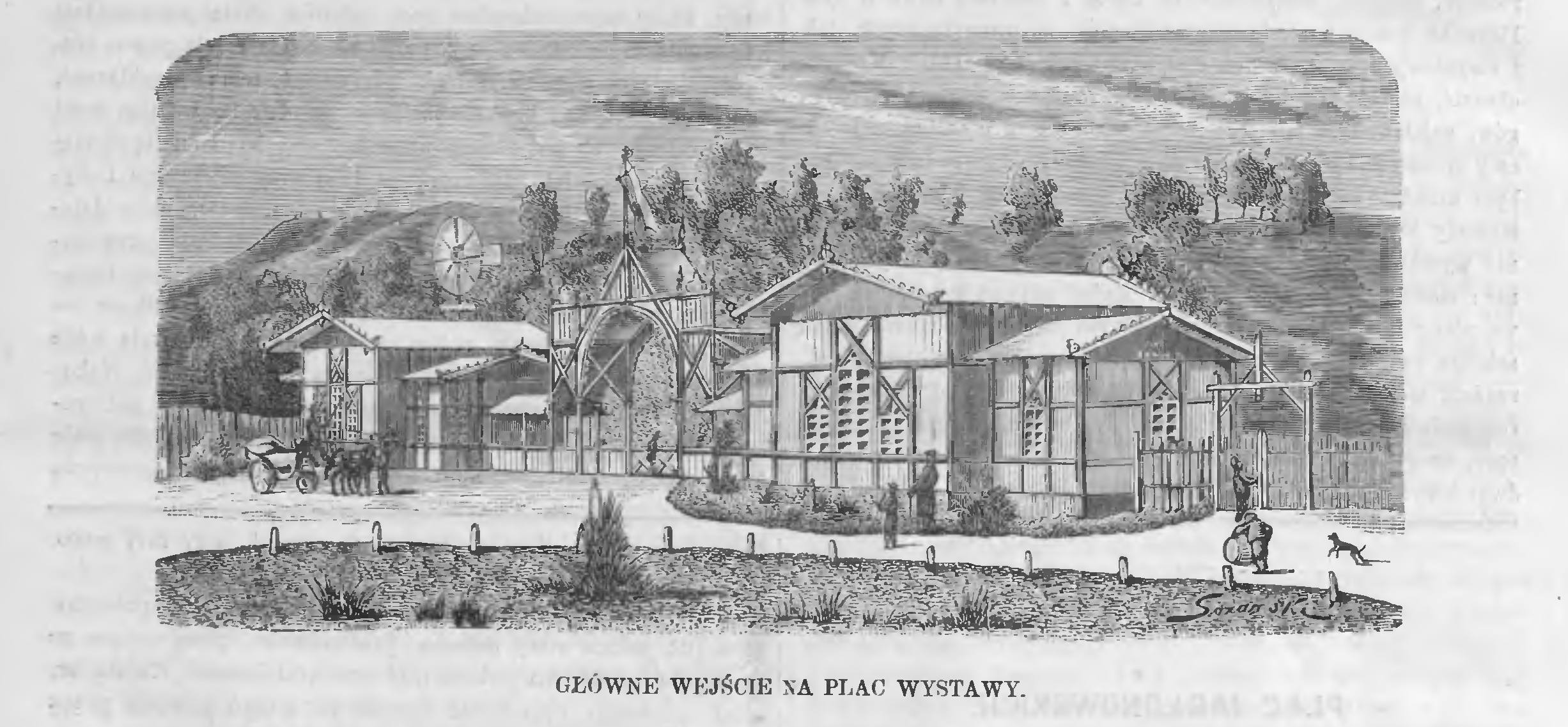
Wejście główne

## Nagrody

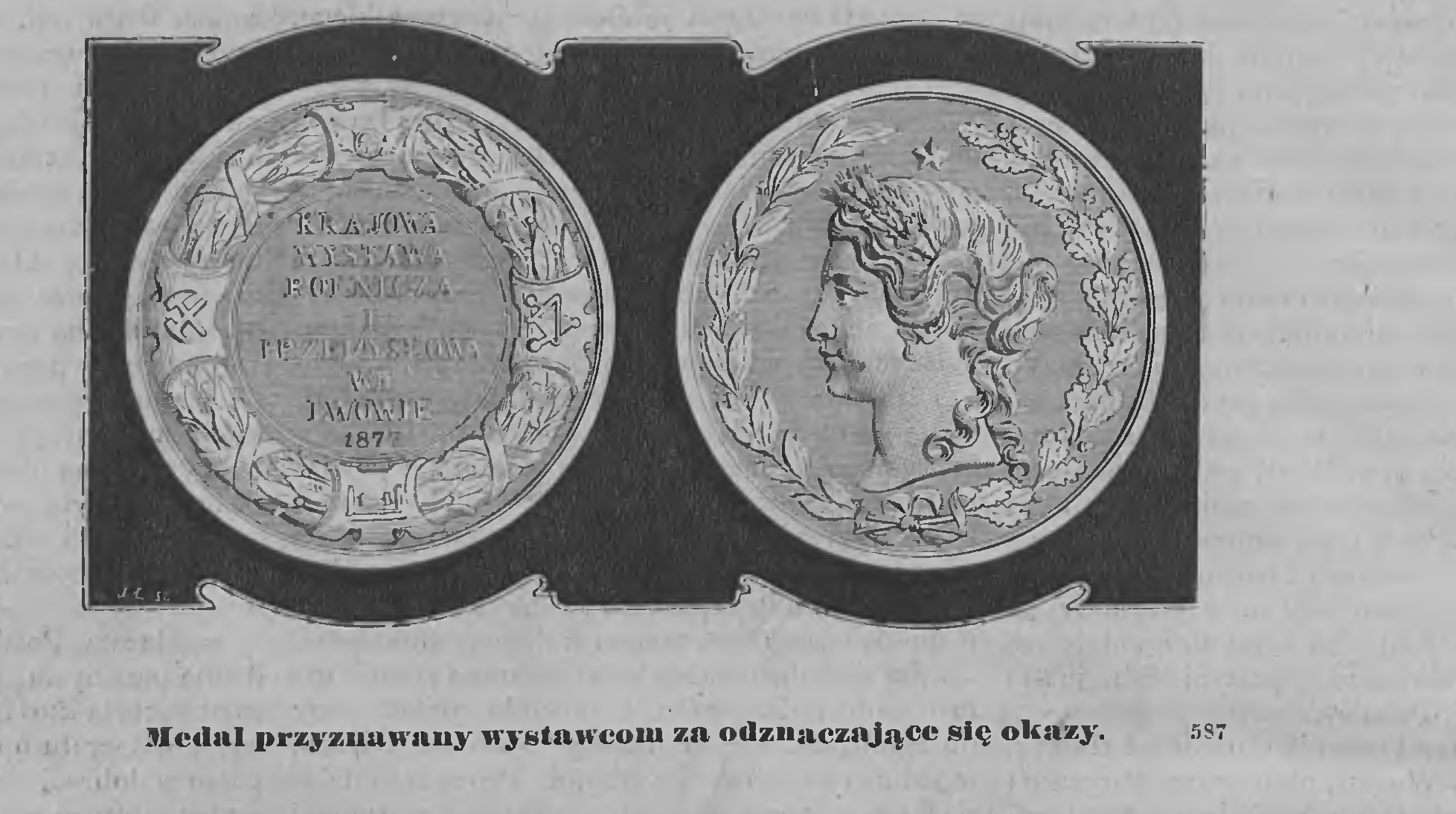
Medale zasługi

Dla każdej grupy wyrobów zostały powołane komisje, które przyznawały: dyplomy honorowe, medale zasługi i nagrody pieniężne. Listy nagrodzonych publikowano w wydawanym podczas wystawy czasopiśmie Wystawa Krajowa..., a wręczenie zaplanowano w dniu zakończenia, tj. 7 października 1877 roku. Odczytano listę nagrodzonych, a zgromadzona publiczność nagradzała ich oklaskami. Jednak zamiast dyplomów i medali, które „nie były jeszcze wygotowane ” wręczano jedynie zaświadczenia obiecując dosłać je wyróżnionym później. Od razu wypłacano złotem nagrody pieniężne. Dziennik Polski podał inną przyczynę braku medali, mianowicie brak współpracy z niektórymi osobami powołanymi przez Komitet Wystawy na sędziów. Ci nie przekazali informacji, że nie przyjmują tego obowiązku i Komitet musiał szukać zastępców, co opóźniło przyznanie nagród.
Z okazji wystawy wybito 4 medale, w tym dwa zamówiono w Wiedniu. Na medalu pamiątkowym autorstwa Karla Radnitzky’ego uwieczniono Włodzimierza Dzieduszyckiego, prezesa wystawy, założyciela Muzeum im. Dzieduszyckich, pierwszego muzeum o profilu przyrodniczym na ziemiach polskich, a na medalu zasługi (zobacz obok) umieszczono głowę kobiety i napis Krajowa Wystawa Rolnicza i Przemysłowa we Lwowie 1877.

## Loteria fantowa
6 października 1877 roku odbyło się losowanie numerów losów, które wygrały fanty zakupione przez Komitet Wystawy. Zakupił on około 250 fantów za 6000 złr. Wśród nich były: zestaw mebli, kosiarka, sieczkarnia, grabie, sikawki, powozik, samowar, krowa itd. Sprzedano 10 tysięcy losów (z 11 tysięcy) oraz tysiąc (od nr 11 000 do 12 000) na losowanie fortepianu produkcji Franciszka Woronieckiego z Jasła.